# Thérèse-Lucy de Dillon
Thérèse-Lucy de Dillon, född de Rothe 1751, död i september 1782, var en fransk hovfunktionär och gunstling. Hon var under en tid drottning Marie-Antoinettes gunstling och tjänstgjorde även som hovdam (biträdande dame du palais), från 1780 till 1782.